# Край-Ноу
Край-Ноу (рум. Crai Nou) — село у повіті Тіміш в Румунії. Входить до складу комуни Джулвез.
Село розташоване на відстані 417 км на захід від Бухареста, 35 км на південний захід від Тімішоари.

## Населення
За даними перепису населення 2002 року у селі проживали 523 особи, з них 515 осіб (98,5%) румунів. Рідною мовою 520 осіб (99,4%) назвали румунську.